# Gonoplectus straminipes
Gonoplectus straminipes är en mångfotingart som först beskrevs av Carl.  Gonoplectus straminipes ingår i släktet Gonoplectus och familjen Harpagophoridae. Inga underarter finns listade i Catalogue of Life.